# 안제이 주와프스키
안제이 주와프스키(폴란드어: Andrzej Żuławski, 1940년 11월 22일~ 2016년 2월 17일)는 폴란드의 영화 감독, 작가이다.

## 작품 목록
- 밤의 제3부분 (1971)
- 악마 (1972)
- 중요한 건 사랑한다는 거야 (1975)
- 포제션 (1981)
- 퍼블릭 우먼 (1984)
- 격정 (1985)
- 사랑의 아픔 (1987, 원안)
- 은빛 지구 (1988)
- 나의 밤은 당신의 낮보다 아름답다 (1989)
- 보리스 고두노프 (1989)
- 쇼팽의 푸른 노트 (1991)
- 샤만카 (1996)
- 피델리티 (2000)
- 코스모스 (2015)
- 버드 토크 (2019, 각본)